# Operation Panther’s Claw
Die Operation Panther’s Claw oder Operation Panchai Palang war eine Militäroperation in der Provinz Helmand, die von britischen Soldaten geleitet wurde. Ziel war es, wichtige Schlüsselrouten wie Kanal- und Flussübergänge zu sichern, um eine ständige Präsenz der ISAF zu ermöglichen.

## Hintergrund
Nach dem Taliban-Aufstand in Afghanistan gerieten viele Teile der Provinz Helmand unter die Kontrolle der Taliban. In der südlichen Provinz hatten sich die meisten Aufständischen zurückgezogen. Daher war es für die britischen Truppen eine Herausforderung diese Region unter Kontrolle zu bringen.
Britische Streitkräfte wurden 2006 nach Helmand entsandt und übernahmen am 1. Mai 2006 von den US-Streitkräften offiziell die Verantwortung für die Sicherheit in der Provinz. In Helmand waren die Soldaten schweren Kämpfen und regelmäßigen Angriffen von Taliban-Kämpfern ausgesetzt.
Vor der Operation fanden mehr als 10 Angriffe der Taliban am Tag statt und die meisten der fast 170 getöteten britischen Soldaten sind in Helmand gefallen.

### Missionen
Die Mission war Bestandteil vieler anderer von britischen und afghanischen Einsatzkräften durchgeführten Unterfangen, um in diesem Gebiet Fuß zu fassen.
Die am 27. April gestartete Operation Zafar dauerte eine Woche und umfasste mehr als 200 Truppen der afghanischen Nationalarmee (ANA) und der afghanischen Nationalpolizei, die von Einheiten des Mercian-Regiments bzw. der Royal Gurkha Rifles unterstützt wurden. Diesem Militäreinsatz gelang es, die Taliban aus mehreren Dörfern in der Nähe von Laschkar Gah zu vertreiben. Dabei wurden viele Islamisten getötet und nur wenige Koalitionstruppen verletzt.
Am 19. Mai startete Zafar 2, um einen Kontrollpunkt für die afghanische Nationalpolizei auf einer Route nach Laschkar Gah zu bauen. Die viertägige Mission wurde von britischen Truppen geleitet.
Soldaten des Royal Regiment of Fusiliers bekämpften am 29. Mai erfolgreich die Taliban in der Nähe des Dorfes Yatimchay südlich von Musa Qala.
Oberstleutnant Nick Richardson, Sprecher der Task Force Helmand, befürwortete die Ankunft weiterer US-Streitkräfte in Helmand. Dies dient zur Erhöhung der Einsatzfähigkeit der ISAF in der Provinz und dem Gelingen der Operation Panther’s Claw, sagte er.

## Verlauf

### Kampf um Babaji
Panther’s Claw wurde am 19. Juni 2009 gegen Mitternacht mit dem erklärten Ziel gestartet, die Kontrolle über verschiedene Kanal- und Flussübergänge zu sichern und eine dauerhafte ISAF-Präsenz in diesem Gebiet aufzubauen. Das Areal wurde von Oberstleutnant Richardson als „eine der wichtigsten Hochburgen der Taliban“ bezeichnet.

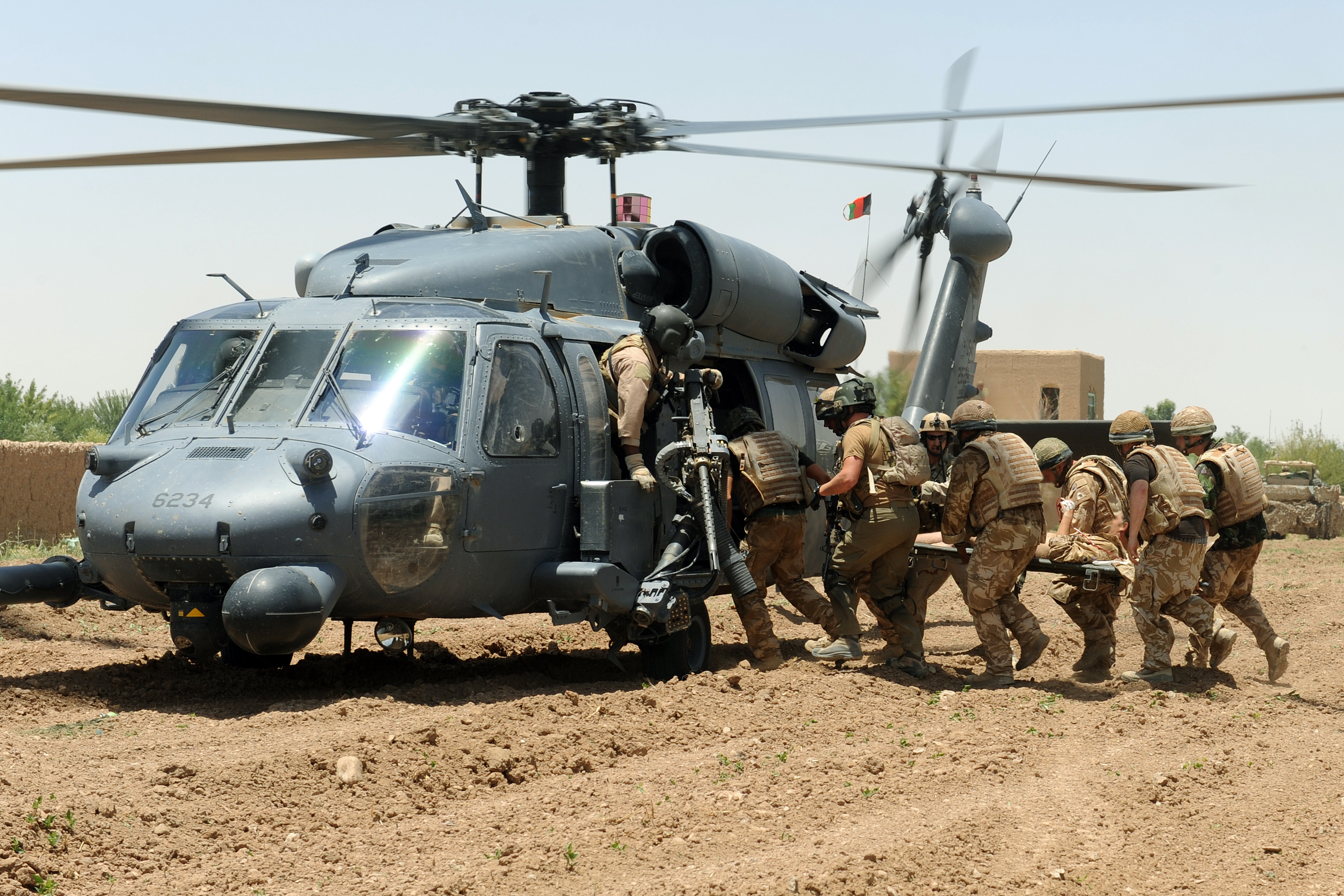
Soldaten tragen einen Kameraden, der bei der Operation verwundet wurde in einen Helikopter

Laut der BBC bezeichnete das Verteidigungsministerium das Unterfangen als „eine der größten Luftoperationen der Neuzeit“. Insgesamt wurden mehr als 350 Soldaten des 3. Bataillons, The Black Watch, Royal Regiment of Scotland (3 SCOTS) von 12 Chinooks in Babaji nördlich der Provinzhauptstadt Lashkar Gah abgesetzt. An der Operation waren 13 andere Flugzeuge der britischen und US-Armee beteiligt, darunter Apache- und UH-60 Black Hawk-Hubschrauber, Harriers, Drohnen und ein AC-130H Spectre. Außerdem halfen 150 Bodentruppen der Black Watch und der Royal Engineers mit gepanzerten Viking Fahrzeugen. Taliban-Kämpfer in der Region starteten mehrere erfolglose Angriffe gegen die britische Streitkräfte. Die 3 SCOTS sicherten bis zum 23. Juni den Lui Mandey Wadi-Übergang, den Nahr e-Burgha-Kanal und den Shamalan-Kanal. Um die Ausbreitung der Taliban einzuschränken, errichteten britische Truppen auch mehrere Kontrollpunkte, die mit 3 SCOTS besetzt sein sollten, aber schließlich an die afghanische Nationalpolizei übertragen wurden. Es gibt Vermutungen, dass die Aufständischen vorher von dem Angriff erfahren haben. Das beweisen Drohnen Bilder, die ein paar Tage vor der Mission aufgenommen wurden. Auf diesen erkannten die Soldaten, dass die Lokale Bevölkerung schon am 18. Juni floh.

#### Ergebnis
Laut Oberstleutnant Stephen Cartwright, Kommandant der Black Watch, haben 3 SCOTS trotz Widerstand auf „festen Halt“ in dem Gebiet gesetzt. Oberstleutnant Richardson berichtete, dass britische Streitkräfte im Verlauf der Operation -die von einer Reihe von Medien als „Schlacht von Babaji“ bezeichnet wurde- mehrere Aufständische getötet hätten.
Am 23. Juni berichtete das Verteidigungsministerium, dass die an Panther’s Claw beteiligten Truppen, am Vortag 1,3 Tonnen Mohn sowie improvisierte Sprengkörper (IEDs) entdeckt hatten. Die Analyse einer Probe der Ernte durch die Ernährungs- und Landwirtschaftsorganisation der Vereinten Nationen in Kabul ergab jedoch, dass es sich um Mungobohnen und nicht um Schlafmohn handelte.

### Nachschub unterbrechen
Am 25. Juni eroberte das 1. Bataillon, Welsh Guards teile des Shamalan-Kanal und sicherten sich somit 14 weitere Kreuzungspunkte. Dabei unterbrachen sie die Versorgungsroute der Aufständischen und verhinderten so, dass mehr Taliban-Kämpfer in das Babaji Gebiet kamen.

### Zweite Phase

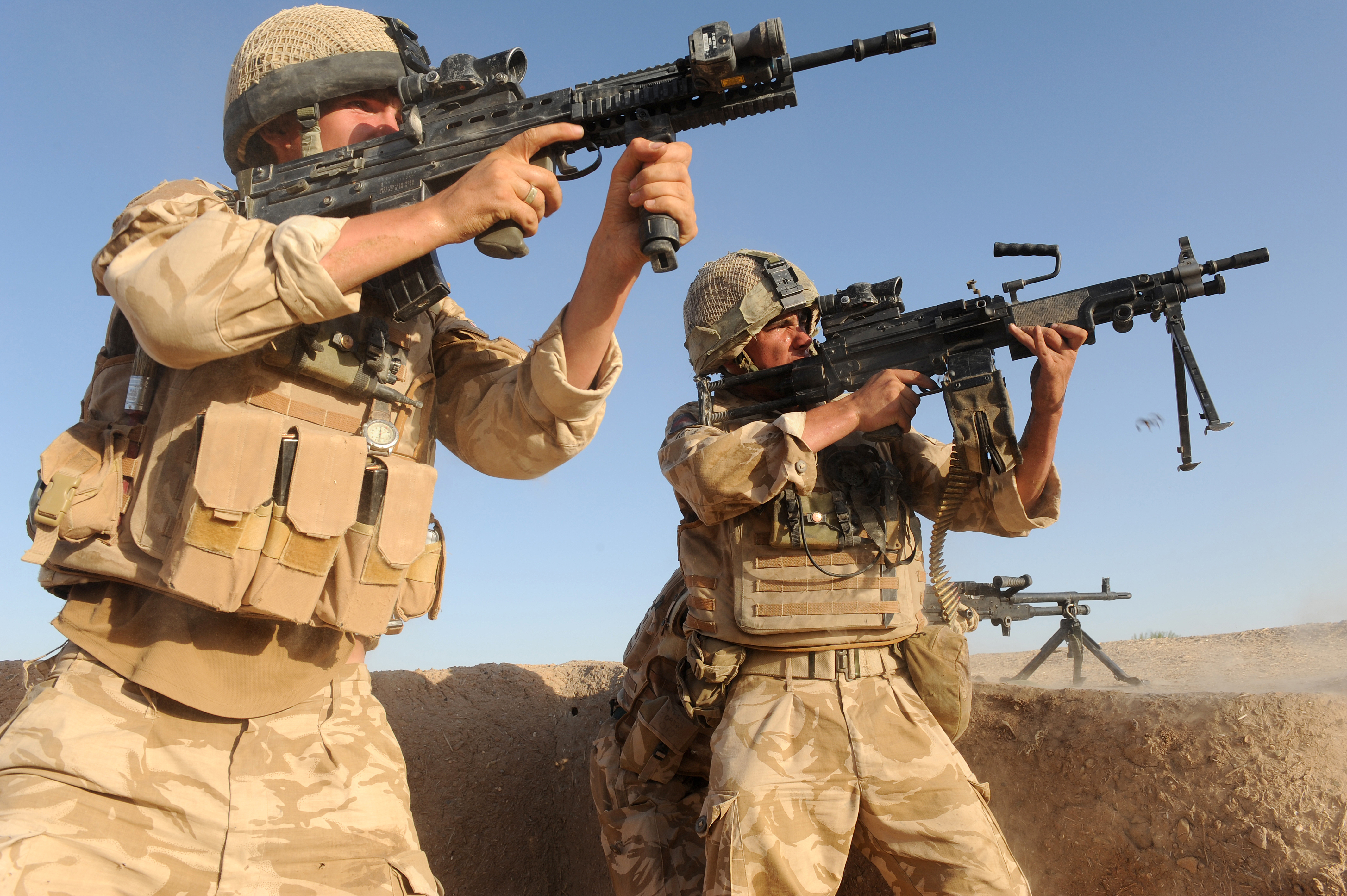
Soldaten der Welsh Guards wehren am 27. Juni Talibankämpfer ab

Nachdem die erste Phase der Operation am 27. Juli 2009 für erfolgreich erklärt worden war, begannen die britischen Streitkräfte mit der zweiten Phase. Diese konzentrierte sich darauf, dass gewonnene Gebiet zu halten.

### Dritte Phase
In der dritten Phase von Panther’s Claw starteten mehr als 700 britische Soldaten der Light Dragoons und des 2. Bataillons des Mercian Regiment, unterstützt von Soldaten der dänischen Kampfgruppe, eine Bodenoffensive auf die von den Taliban gehaltene Gebiete nördlich von Lashkar Gah. Der Angriff fiel zeitlich mit der Operation Strike of the Sword (oder Operation Khanjar) zusammen, die am 2. Juli von amerikanischen Streitkräften gegen Taliban Hochburgen im Helmand Tal gestartet wurde.
Die BBC berichtete, dass britische Truppen bis zum 3. Juli „einige Schlüsselstädte eingenommen“ hätten, ihr Fortschritt jedoch durch unzureichende Ressourcen behindert worden sei. Im Gegensatz zu den amerikanischen und afghanischen Streitkräften im Süden, die an Khanjar teilnahmen und in „heftige“ Kämpfe gegen die Taliban verwickelt waren, stoßen die britischen Streitkräfte bis zum 4. Juli auf „wenig Widerstand“. Am 5. Juli waren rund 3.000 Truppen der Task Force Helmand aus Großbritannien, Dänemark, Estland und Afghanistan an Panther’s Claw beteiligt. Das britische Verteidigungsministerium berichtete von Nahkämpfen mit der Taliban.
Am 5. Juli berichtete die dänische Tageszeitung Politiken, dass zwischen 55 und 65 Soldaten der dänischen Spezialeinheit Jægerkorpset im Einsatz waren, mit dem vorrangigen Ziel, den Hauptkräften der dänischen Armee zu helfen und 13 Brücken über einen Kanal in der Region zu sichern. Es ist einer der größten bekannten Einsätze dänischer Spezialeinheiten auf ausländischem Boden und der größte seit 2002.